# Parafia Świętych Apostołów Piotra i Pawła w Chrzanowie
Parafia Świętych Apostołów Piotra i Pawła w Chrzanowie – parafia greckokatolicka w Chrzanowie, w dekanacie węgorzewskim eparchii olsztyńsko-gdańskiej. Założona w 1947. Mieści się pod numerem 1. Prowadzą ją ojcowie Bazylianie.